# 蒂斯基瓦 (伊利諾伊州)
蒂斯基瓦（英語：Tiskilwa）是位於美國伊利諾伊州比羅縣的一個村落。

## 地理
蒂斯基瓦的座標為41°17′30″N 89°30′23″W / 41.29167°N 89.50639°W，而該地最高點為海拔高度159米（即522英尺）。

## 人口
根據2010年美國人口普查的數據，蒂斯基瓦的面積為1.20平方千米，當中陸地面積為1.20平方千米，而水域面積為0.00平方千米。當地共有人口829人，而人口密度為每平方千米690人。